# Rutger Metelerkamp
Rutger Metelerkamp (Gouda, 4 maart 1772 - 's-Gravenhage, 9 januari 1836) was een politicus uit het Verenigd Koninkrijk der Nederlanden. Hij was de zoon van Mr. Alexander Hendrik Metelerkamp (burgemeester van Gouda van 1807 tot 1810) en Anna Elisabeth de Rhoer.
Metelerkamp was een Goudse regentenzoon die na de omwenteling van 1795 enige jaren geen kans had om bestuurder te worden. Pas onder Lodewijk Napoleon kreeg hij een bestuurlijke functie. Toen bij Souverein Besluit nr. 10, d.d. 24 juni 1814 de Hoge Raad van Adel was opgericht werd hij als lid (1814-1815) in het eerste bestuur benoemd naast mr. W.A. baron van Spaen la Lecq (voorzitter 1814-1817), M.L. van Hangest baron d'Yvoy van Mijdrecht (lid 1814-1831 en fungerend voorzitter 1817-1818), Albert Carel, baron Snouckaert van Schauburg (lid 1814-1841), die van 1848 tot aan zijn overlijden in 1841 de Landcommandeur van de Ridderlijke Duitsche Orde was en H. van Wijn (honorair lid 1814-1831). Dankzij zijn contacten met Van Hogendorp werd hij in 1813 secretaris van de Grondwetscommissie. In 1815 werd hij Tweede Kamerlid en in 1821 voorzitter van de Tweede Kamer. Hij had belangstelling voor economische vraagstukken. Metelerkamp besloot zijn loopbaan als lid van de Raad van State.
- Biografisch Portaal: 58529188
- Digitale Bibliotheek voor de Nederlandse Letteren: mete003
- International Standard Name Identifier: 0000 0003 9796 0712
- Nederlandse Thesaurus van Auteursnamen: 069930678
- Parlement.com: vg09llsnviwe
- Virtual International Authority File: 74218530
- WorldCat: E39PBJx4pfcCvyyvXjKwtkRHYP